# 畑瀬聡

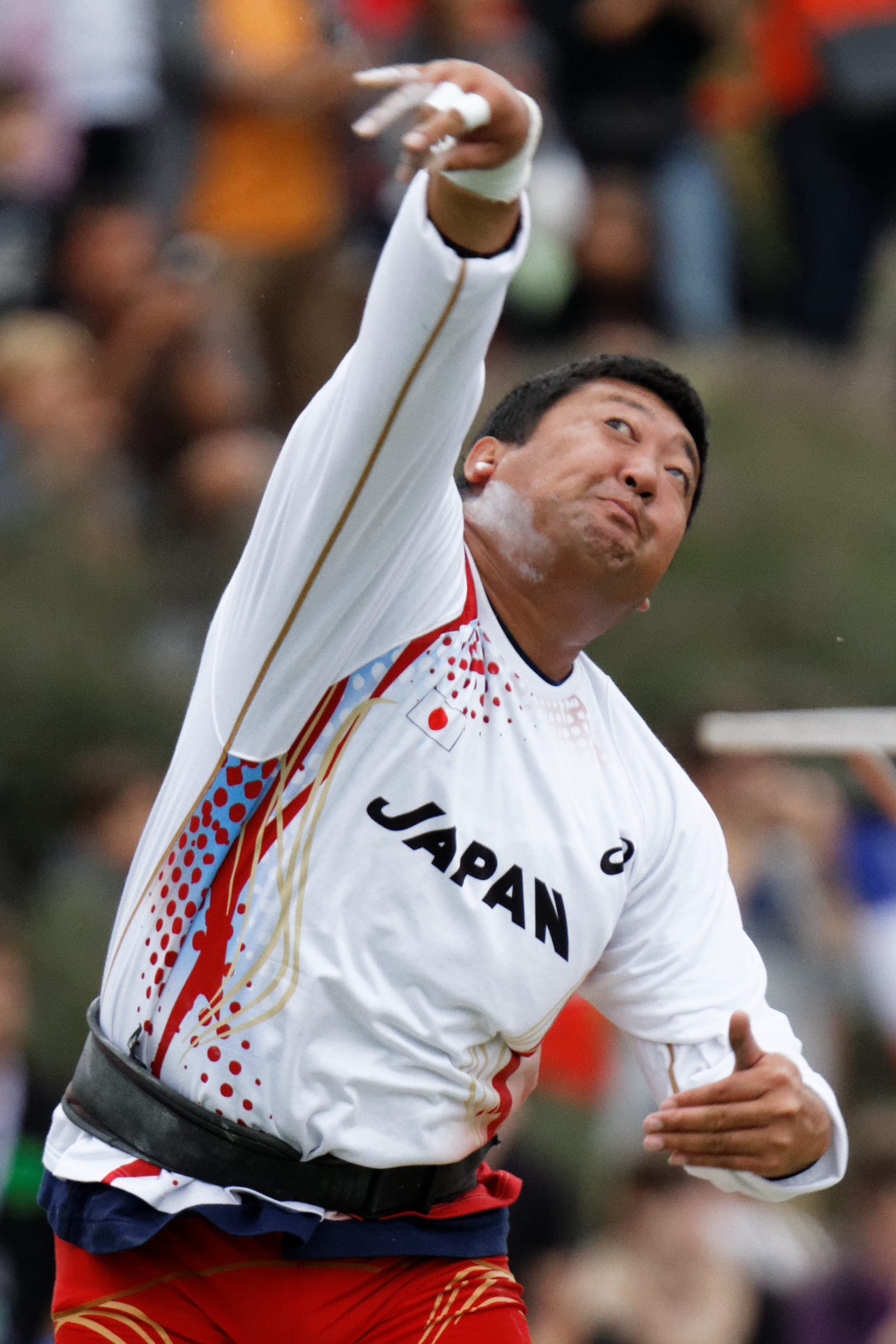
畑瀬 聡（2014年）

畑瀬 聡（はたせ さとし、1982年12月18日 - ）は、日本の元陸上競技選手、指導者。砲丸投元日本記録保持者。福岡県出身。身長184cm 体重121kg。
福岡市立博多工業高等学校在学中の2000年8月、長良川陸上競技場で行われた全国高校総体において19m57（旧規格、5.443kg）という高校新記録を樹立した。10月には第84回日本選手権で16m64のジュニア日本新記録を樹立して2位に入り、サンティアゴで開催された世界ジュニア選手権に出場し15m86の記録で予選14位の成績を残した。
2001年に日本大学文理学部に入学。2004年に日本人2人目の18m越えを達成。
大学卒業後、群馬綜合ガードシステムに入社（現在のALSOK群馬株式会社）2006年7月の第90回日本選手権で8年ぶりの更新となる18m56の日本新記録を樹立した。
2007年世界陸上競技選手権大阪大会に出場し17m71の記録で予選B18位となった。
2009年夏にはボブスレーの合宿に参加している。
日本選手権では2002、2005-2007、2010、2012-18年の合計12回優勝を果たしている。2015年6月28日の第99回日本選手権では18m78の日本新記録で優勝、4連覇を達成した。
2018年5月初旬に右手中指の付け根部分にある腱を痛め、選手生命の危機に立たされる。また、同じ時期に自身の持つ砲丸投の日本記録を中村太地に更新された。6月に入ってから練習を再開し、同月の日本選手権では中村に0.03m差で勝利し、大会7連覇を達成した。
2019年3月末で所属していたALSOK群馬を退社し、4月1日付で母校・日本大学の専任講師に就任した。講師就任後も競技を続行していたが、2020年秋に現役を引退し、同大学のコーチに専念している。

## 主な戦績
| 年度 | 大会名                              | 順位 | 記録     | 備考               |
| ---- | ----------------------------------- | ---- | -------- | ------------------ |
| 2000 | 第84回日本陸上競技選手権大会        | 2位  | 16m64    | ジュニア日本新記録 |
| 2000 | 第8回世界ジュニア陸上競技選手権大会 | 予選 | 15m86    |                    |
| 2001 | 第85回日本陸上競技選手権大会        | 2位  | 16m52    |                    |
| 2002 | 第86回日本陸上競技選手権大会        | 優勝 | 16m58    |                    |
| 2003 | 第87回日本陸上競技選手権大会        | 2位  | 17m44    |                    |
| 2004 | 第88回日本陸上競技選手権大会        | 2位  | 17m76    |                    |
| 2005 | 第89回日本陸上競技選手権大会        | 優勝 | 17m93    |                    |
| 2006 | 第90回日本陸上競技選手権大会        | 優勝 | 18m56    | 日本新記録         |
| 2007 | 第91回日本陸上競技選手権大会        | 優勝 | 18m47    |                    |
| 2007 | 第11回世界陸上競技選手権大会        | 予選 | 17m71    |                    |
| 2008 | 第92回日本陸上競技選手権大会        | 2位  | 17m25    |                    |
| 2009 | 第93回日本陸上競技選手権大会        | 3位  | 17m80    |                    |
| 2010 | 第94回日本陸上競技選手権大会        | 優勝 | 17m96    |                    |
| 2012 | 第96回日本陸上競技選手権大会        | 優勝 | 17m91    |                    |
| 2013 | 第97回日本陸上競技選手権大会        | 優勝 | 18m30    |                    |
| 2014 | 第98回日本陸上競技選手権大会        | 優勝 | 18m50    |                    |
| 2015 | 第99回日本陸上競技選手権大会        | 優勝 | 18m78    | 日本新記録         |
| 2016 | 第100回日本陸上競技選手権大会       | 優勝 | 18m53    |                    |
| 2017 | 第101回日本陸上競技選手権大会       | 優勝 | 18m26    |                    |
| 2018 | 第102回日本陸上競技選手権大会       | 優勝 | 18m36    |                    |
| 2019 | 第103回日本陸上競技選手権大会       | 7位  | 16m50    |                    |
| 2020 | 第104回日本陸上競技選手権大会       | 棄権 | 記録なし |                    |

## 記録
- 砲丸投 - 18m78（2015年）